# Sandeul
Lee Jung-hwan (koreanisch 이정환, geboren am 20. März 1992 in Busan, Provinz Gyeongsangnam-do), besser bekannt unter seinem Künstlernamen Sandeul (koreanisch 산들), ist ein südkoreanischer Sänger, Schauspieler und MC. Er ist Mitglied der südkoreanischen Boygroup B1A4.

## Biografie
Sandeul wurde in Südkorea geboren. Sein Vorname Jung-hwan bedeutet „gerecht, ehrlich und schön“. Er hat eine ältere Schwester.
Sandeul besuchte die Shinnam Elementary School, die Hanam Middle School und die Donga High School in Busan. Er wurde seit 2009 zwei Jahre lang bei WM Entertainment als Trainee ausgebildet. Sandeul ist Absolvent der Myongji-Universität (Abteilung für Film und Musical) in Seoul.
Am 11. November 2021 trat Sandeul seinen Wehrersatzdienst als Sozialarbeiter an. Am 10. August 2023 wurde er aus seinem Wehrersatzdienst entlassen.

### Karriere als Sänger

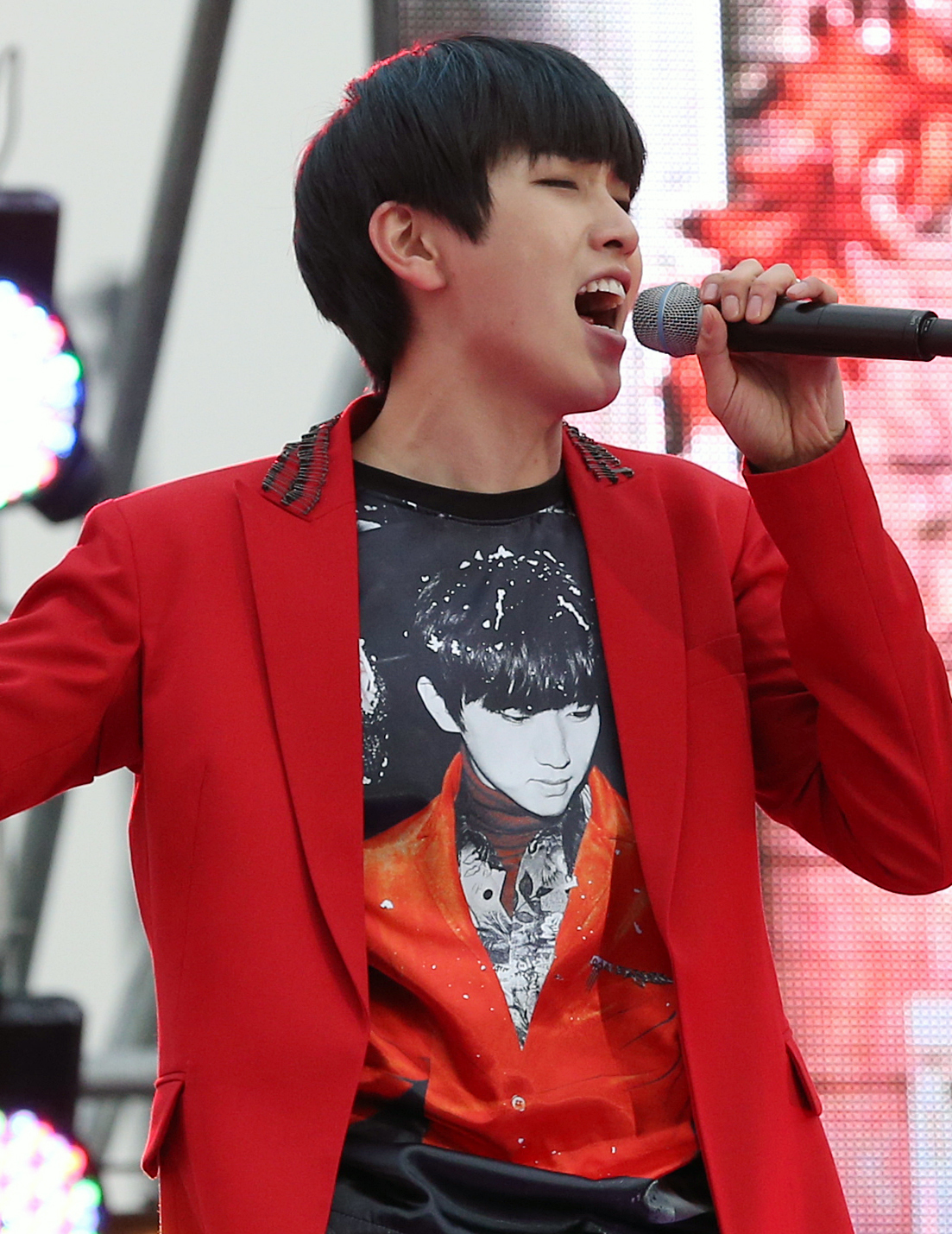
Sandeul im November 2012

Am 21. April 2011 debütierte Sandeul als Mitglied von B1A4.
Sandeul nahm mehrfach an der Unterhaltungssendung „Immortal Songs: Singing the Legend“ von KBS2 TV teil. Am 17. November 2012 gewann er mit dem Song The Forgotten Season. Gemeinsam mit Baro (B1A4) gewann Sandeul am 8. Dezember 2012 den Wettbewerb mit dem Titel How to Live Like a Man.
Episode 124 gewann er am 26. Oktober 2013 mit dem Song I‘m a Candle before You.
Vom 5. bis 12. April 2015 nahm er mit der Figur „Flowering Silky Fowl“ an der Show „Sunday Night – King of Masked Singer“ teil und belegte den zweiten Platz. Am 31. Mai 2015 wurde das Album The Masked Singer: Special Album mit Sandeuls Song Emergency Room veröffentlicht.
Am 4. Oktober 2016 debütierte Sandeul als Solokünstler mit dem Mini-Album Stay As You Are. Das gleichnamige Musikvideo wurde am gleichen Tag auf YouTube veröffentlicht.
Im Duett mit dem Schauspieler Ahn Se-ha gewann Sandeul am 22. Juli 2017 die „Immortal Songs“- Sommerausgabe „Summer with Friends“ mit dem Song Emergency.
Am 3. Juni 2019 erschien sein zweites Mini-Album One fine Day und das zugehörige Musikvideo.
Am 27. Mai 2020 wurde die digitale Single Lazy Me mit dem gleichnamigen Musikvideo veröffentlicht. Die zweite digitale Single Smile Box erschien zusammen mit dem Musikvideo am 2. Juli 2020. Am 20. Juli 2020 wurde der Song Borrowing Intoxication (OST zum Webtoon My Lovely Girl) auf verschiedenen Musikplattformen veröffentlicht. Am 5. August 2020 wurde das dritte Mini-Album Summer Day Summer Night mit dem zugehörigen Musikvideo veröffentlicht.
Am 25. November 2023 wurde der Song You Are Fade Away Like the Seasons (OST zum tvN K-Drama Diva of the Desert Island) veröffentlicht.
Aus der HELLO! WM-Reihe veröffentlichte WM Entertainment am 29. Februar 2024 die digitale Single 366 Days auf Musikplattformen und als Musikvideo auf YouTube. Bei diesem Titel handelt es sich um einen gemeinschaftlichen Song der Teamleiter Sandeul, Hyojung (Oh My Girl) und Hyojin (ONF).
Am 18. Juli 2025 wurde veröffentlicht, dass Sandeul das Remake eines 2015er Songs veröffentlichen würde. Das Remake des Songs I hope it goes well (von Hong Dae-kwang) erschien am 24. Juli 2025 auf verschiedenen Musikseiten.

### Karriere als Schauspieler
In der Sparte Schauspiel arbeitet Sandeul vorrangig als Musicaldarsteller.
Sein Musical-Debüt gab er im Mai 2012 mit der Darstellung des Joo Bong in „Brother We‘re Brave“. Sandeul wirkte 2013 im Musical „The Thousandth Man“ mit. Sandeul wurde 2014 für die Rolle des Elvis Presley im Musical „All Shook Up“ gecastet. Das Musical lief von Dezember 2014 bis zum 1. Februar 2015 im Grand Theatre des Daehakro Art Center der Hongik University in Seoul.
2015 erhielt Sandeul eine Rolle in der Fernsehserie Loss:Time:Life.
Weitere Musical-Rollen waren 2015 in „Cinderella“ und 2016 in „The Three Musketeers“ mit ihm besetzt.
Am 18. August 2017 teilte die Produktionsfirma des Musicals „Thirty Something“ mit, dass Sandeul für die Hauptrolle gecastet wurde. Das Musical wurde vom 20. Oktober bis 2. Dezember in der Samsung Hall der Ewha Womans University in Seoul aufgeführt.
Sandeul war mit Rollen in den Musicals „Iron Mask“ (2018/2019) und „Sherlock Holmes: The Missing Children“ (2020) zu sehen.
Am 19. April 2021 gab WM Entertainment bekannt, dass Sandeul die Hauptrolle des Daniel im Musical „1976 Harlan County“ erhalten hat. Das Musical lief vom 28. Mai bis 4. Juli im Grand Theatre des Chungmu Arts Center in Seoul.
Am 7. März 2024 erfolgte die Uraufführung des Musicals „Next to Normal“ mit Sandeul in der Rolle des Gabe. Das Musical wurde in der BBC Hall des Gwanglim Arts Center in Seoul aufgeführt. Am 19. Mai 2024 erfolgte die letzte Aufführung des Musicals. Im Anschluss nahm Sandeul am 25. und 26. Mai 2024 an der Tournee von „Next to Normal“ teil. Die Tournee fand im National Asia Culture Center Arts Theatre in Gwangju statt.
WM Entertainment gab am 13. September 2024 bekannt, dass Sandeul im Musical „Who Lives in the Kuroi Mansion?“ auftreten und die Hauptrolle des Hae-woong übernehmen würde. Die Uraufführung des Musicals erfolgte am 29. Oktober 2024 im Plus Theater in Seoul. „Who Lives in the Kuroi Manson?“ und wurde bis zum 19. Januar 2025 aufgeführt.

### Karriere als Moderator
Am 6. Juli 2018 wurde Sandeul als MC für die Late-Night-Radiosendung „Starry Night“ des Radiosenders MBC Radio bekannt gegeben. Die erste Sendung mit Sandeul startete am 9. Juli, die letzte lief am 10. Mai 2020.
Am 13. September 2024 wurde Sandeul als MC für die Web-Entertainment-Show „Revolving Door“ (deutsch: Drehtür) bestätigt. „Revolving Door“ ist eine Theater- und Musicalshow, die jeden Freitag um 18:00 Uhr KST auf dem YouTube-Kanal „m_burger“ (koreanisch: M버거) erscheint. Die erste Folge der Show wurde am 20. September 2024 bereitgestellt.

## Diskografie

### EPs
| Jahr | Titel                   | Höchstplatzierung, Gesamtwochen, AuszeichnungChartsChartplatzierungen (Jahr, Titel, Platzierungen, Wochen, Auszeichnungen, Anmerkungen) | Anmerkungen                           |
| Jahr | Titel                   | KR | Anmerkungen                           |
| ---- | ----------------------- | --- | ------------------------------------- |
| 2016 | Stay As You Are         | KR5 (7 Wo.)KR | Erstveröffentlichung: 4. Oktober 2016 |
| 2019 | One Fine Day            | KR9 (8 Wo.)KR | Erstveröffentlichung: 3. Juni 2019    |
| 2020 | My Little Thought Ep.01 | KR7 (5 Wo.)KR | Erstveröffentlichung: 5. April 2020   |

### Singles
| Jahr | Titel Album                                      | Höchstplatzierung, Gesamtwochen, AuszeichnungChartsChartplatzierungen (Jahr, Titel, Album, Platzierungen, Wochen, Auszeichnungen, Anmerkungen) | Anmerkungen                                        |
| Jahr | Titel Album                                      | KR | Anmerkungen                                        |
| ---- | ------------------------------------------------ | --- | -------------------------------------------------- |
| 2016 | Stay As You Are (그렇게 있어 줘) Stay As You Are | KR21 (2 Wo.)KR | Erstveröffentlichung: 4. Oktober 2016              |
| 2017 | Oppa –                                           | KR40 (2 Wo.)KR | Erstveröffentlichung: 2017 Yoo Seung-woo x Sandeul |
| 2019 | One Fine Day (날씨 좋은 날) One Fine Day         | KR161 (1 Wo.)KR | Erstveröffentlichung: 3. Juni 2019                 |
| 2021 | More Than Words –                                | KR115 (2 Wo.)KR | Erstveröffentlichung: 2021                         |

Weitere Singles
- 2020: Lazy Me (게으른 나)
- 2020: Smile Box (작은 상자)
- 2020: Slightly Tipsy (취기를 빌려) (KR: ×2Doppelplatin (Streaming) )[49]
- 2020: Summer Day Summer Night (여름날 여름밤)

### Musikvideos
- 2016: Stay As You Are[15]
- 2019: One fine Day[19]
- 2020: Lazy Me[21]
- 2020: Smile Box[23]
- 2020: Summer Day Summer Night[26]

## Filmografie
Serien
- 2015: Loss:Time:Life[35]

## Auszeichnungen
- 2019: MBC Entertainment Awards – Radio Category Excellence Award für „Starry Night“[50][51]
- 2021: Seoul Music Awards – Ballad Award für „Slightly Tipsy“[52][53][54]